# Manoir de Kerloury
Le manoir de Kerloury est situé à Paimpol, en France.

## Localisation
Le manoir est situé sur la commune de Paimpol, dans le département des Côtes-d'Armor, dans la région Bretagne.

## Description
Le manoir est composé d'un corps de bâtiment principal et de bâtiments d'exploitation agricole entourant une cour intérieure.

## Historique
Le manoir est inscrit au titre des monuments historiques par arrêté du 23 septembre 1971.

## Protection
Éléments protégés : les façades et toitures ; cheminées intérieures.